# Passaggio di Sibutu
Il passaggio di Sibutu (in lingua malese "Selat Sibutu") è un profondo canale, largo circa 29 km, che separa il Borneo dall'arcipelago delle Isole Sulu. Ha una profonda soglia sottomarina che consente il passaggio dell'acqua proveniente dall'Oceano Pacifico e trasportata dalla corrente di Mindanao; la corrente fluisce nel bacino di Sulu che mette in comunicazione il Mare di Sulu con il Mare di Celebes.
Recenti rilevazioni batimetriche eseguite con l'ecoscandaglio hanno mostrato che la parte centrale dello stretto di Mindoro e del passaggio di Sibutu hanno una profondità sufficiente a permettere l'esistenza della via d'acqua durante l'ultima era glaciale. Questo contraddirebbe l'ipotesi avanzata da Otley Beyer che i primi insediamenti nelle Filippine siano avvenuti attraversando a piedi il ponte continentale che si sarebbe formato in quel periodo in seguito all'abbassamento del livello marino. Nel caso invece di permanenza di acqua nello stretto, i primi abitatori dovettero utilizzare delle imbarcazioni per attraversare il mare e raggiungere le isole, anche se le Sulu e alcune isole delle Filippine potevano essere collegate tra loro.